# Heptobarbital
Heptobarbital (Rutonal), còn được gọi là axit phenylmethylbarbituric là một dẫn xuất barbiturat. Nó thường bị nhầm lẫn với methylphenobarbital vì cả hai loại thuốc này đều chứa một loại methyl phenyl và có cấu trúc rất giống nhau.